# OERmuseum West-Drenthe

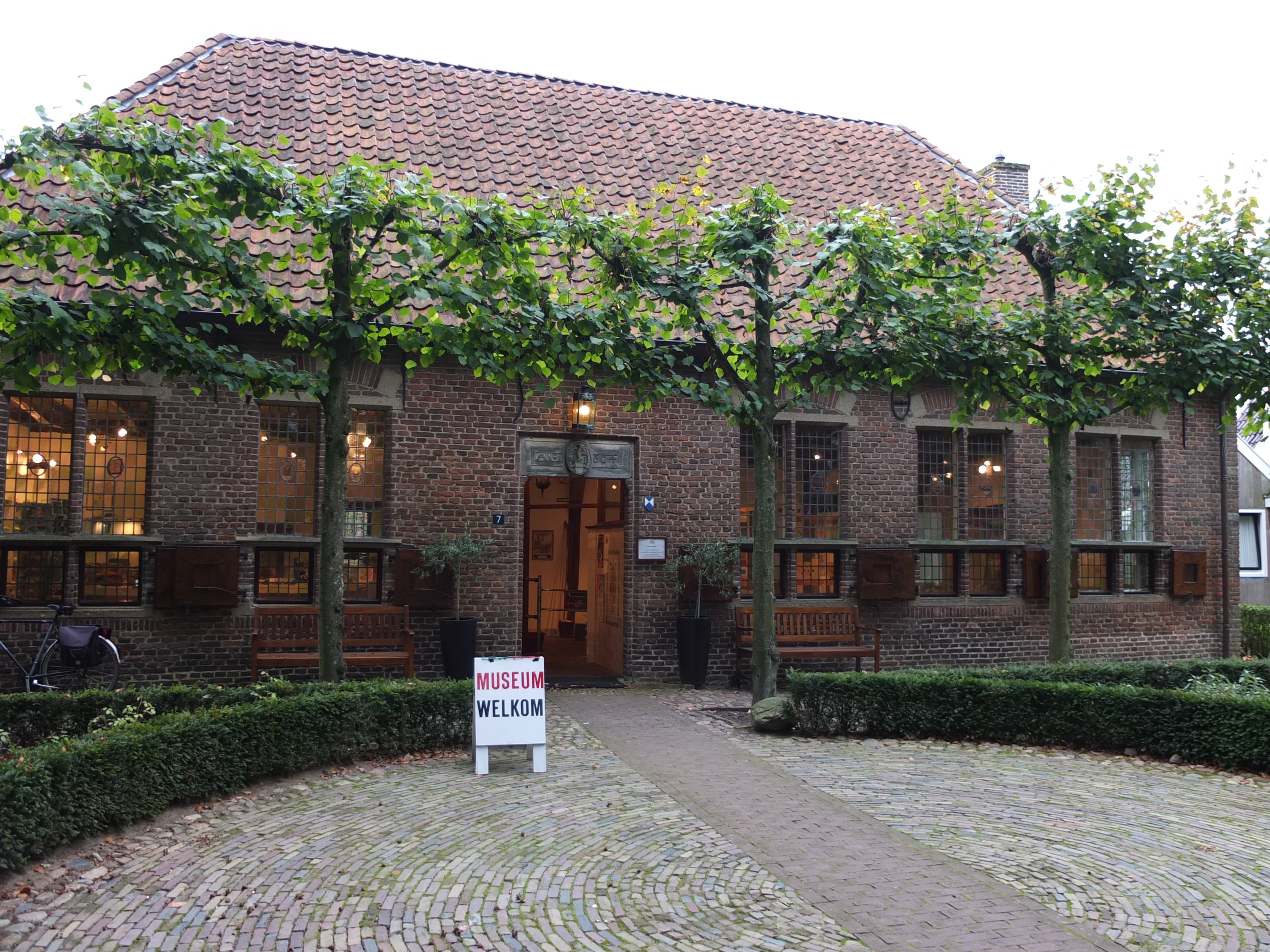
OERmuseum West-Drenthe

Het OERmuseum West-Drenthe is een museum aan de Brink 7 in Diever in de Nederlandse provincie Drenthe. Het museum is gevestigd in het Schultehuus, ooit de zetel van de schulte en later het gemeentehuis van Diever.
Het museum richt zich op de prehistorie in het gebied West-Drenthe, van de oude steentijd - de tijd van de mammoeten en neanderthalers - via de nieuwe steentijd, bronstijd en ijzertijd tot aan de vroege middeleeuwen. Vaste tentoonstelling is de mammoetenexpo. Ook is er een vaste tentoonstelling met archeologische artefacten uit alle prehistorische tijdvakken. Daarnaast zijn er jaarlijks wisselende exposities aan de hand van archeologische vondsten uit West-Drenthe. Voor kinderen zijn er allerlei spelelementen en films. Naast de exposities biedt het OERmuseum een programma met unieke (kinder)evenementen, (kinder)workshops, wandelingen met gids en rondleidingen.

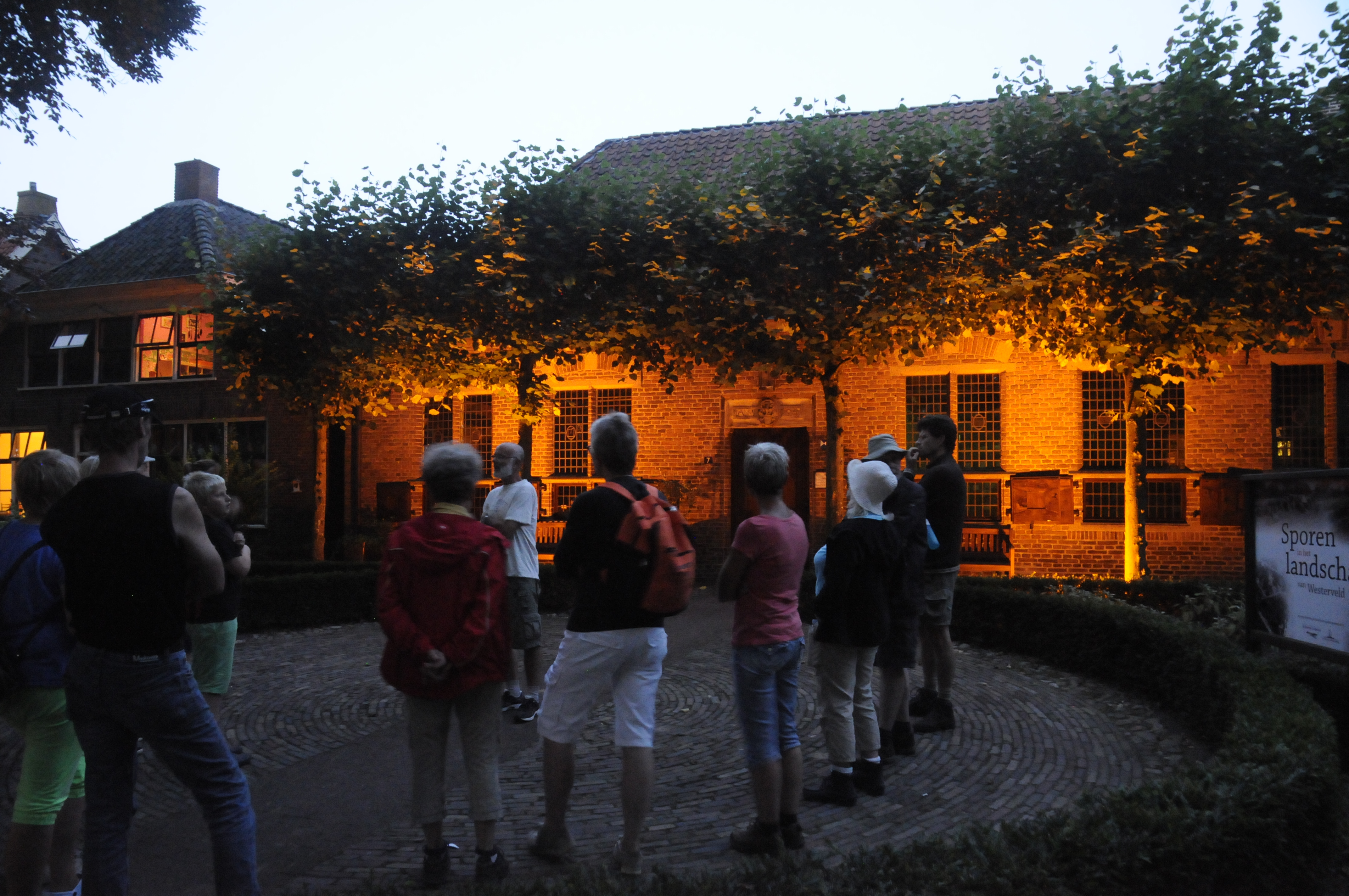
Avondwandeling langs prehistorische plekken, verzamelen voor het museum
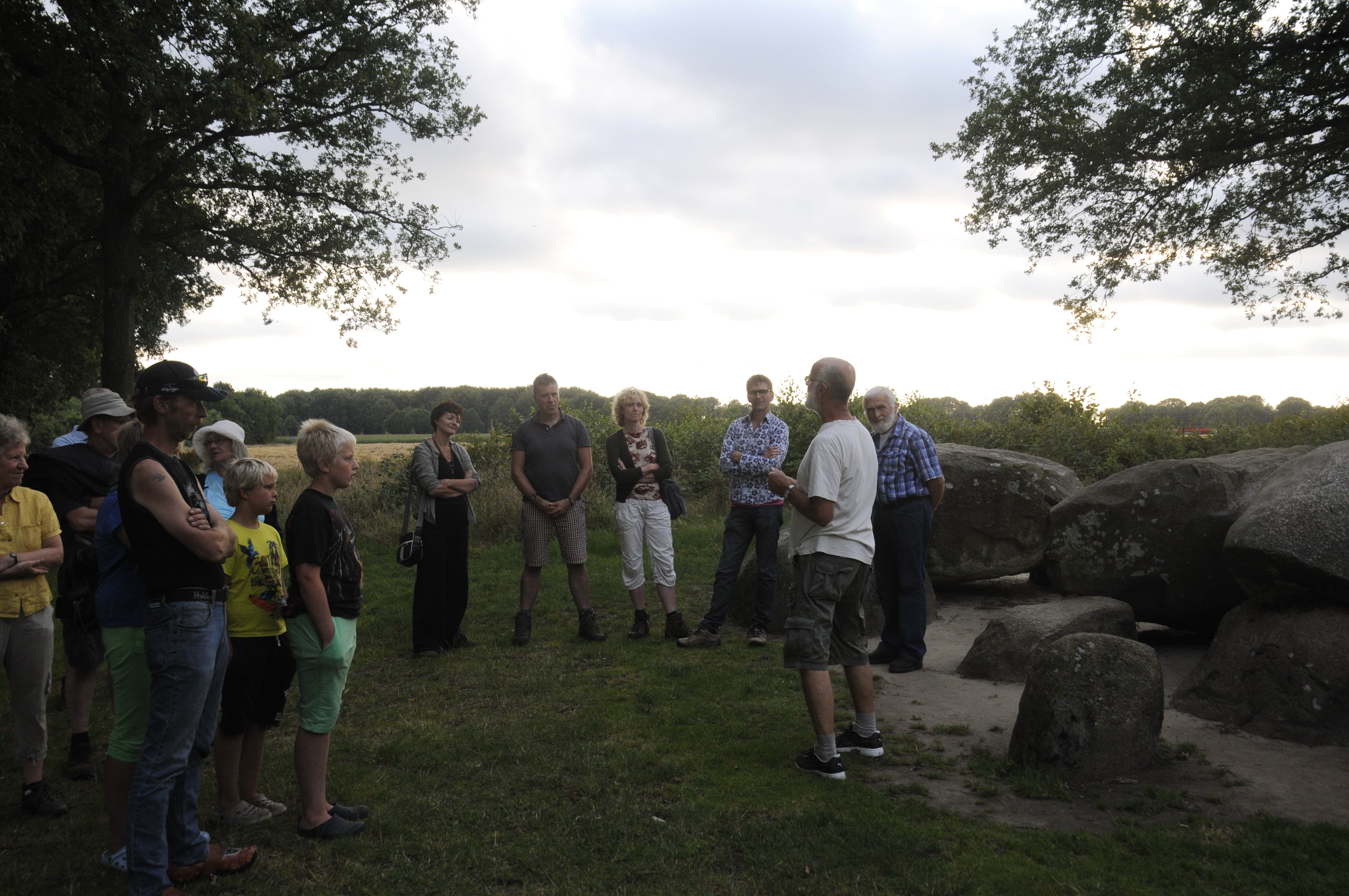
Wandelingen met gids, georganiseerd door het OERmuseum West-Drenthe
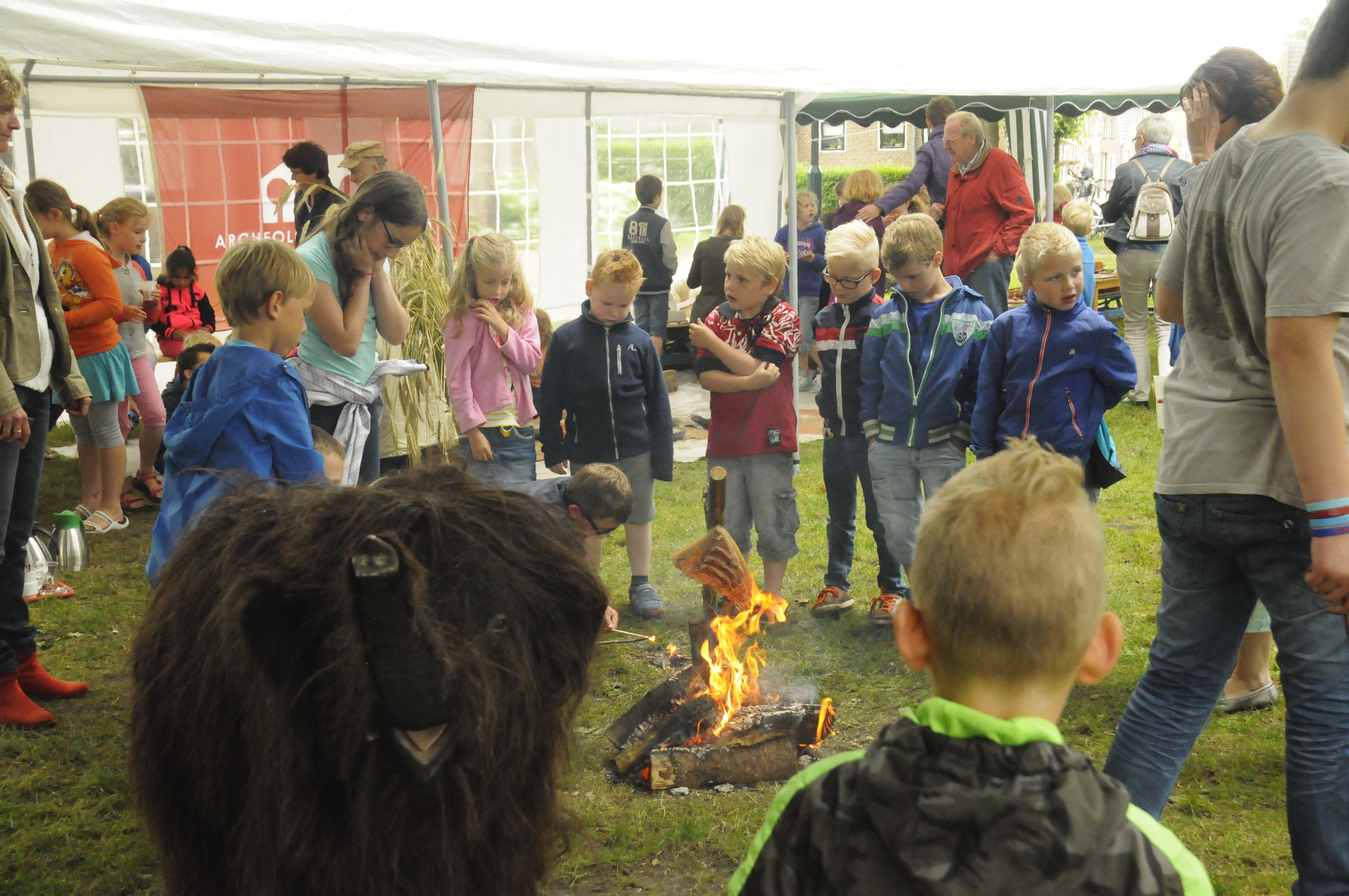
Tweedaags kinderevenement van het OERmuseum op de Brink in Diever
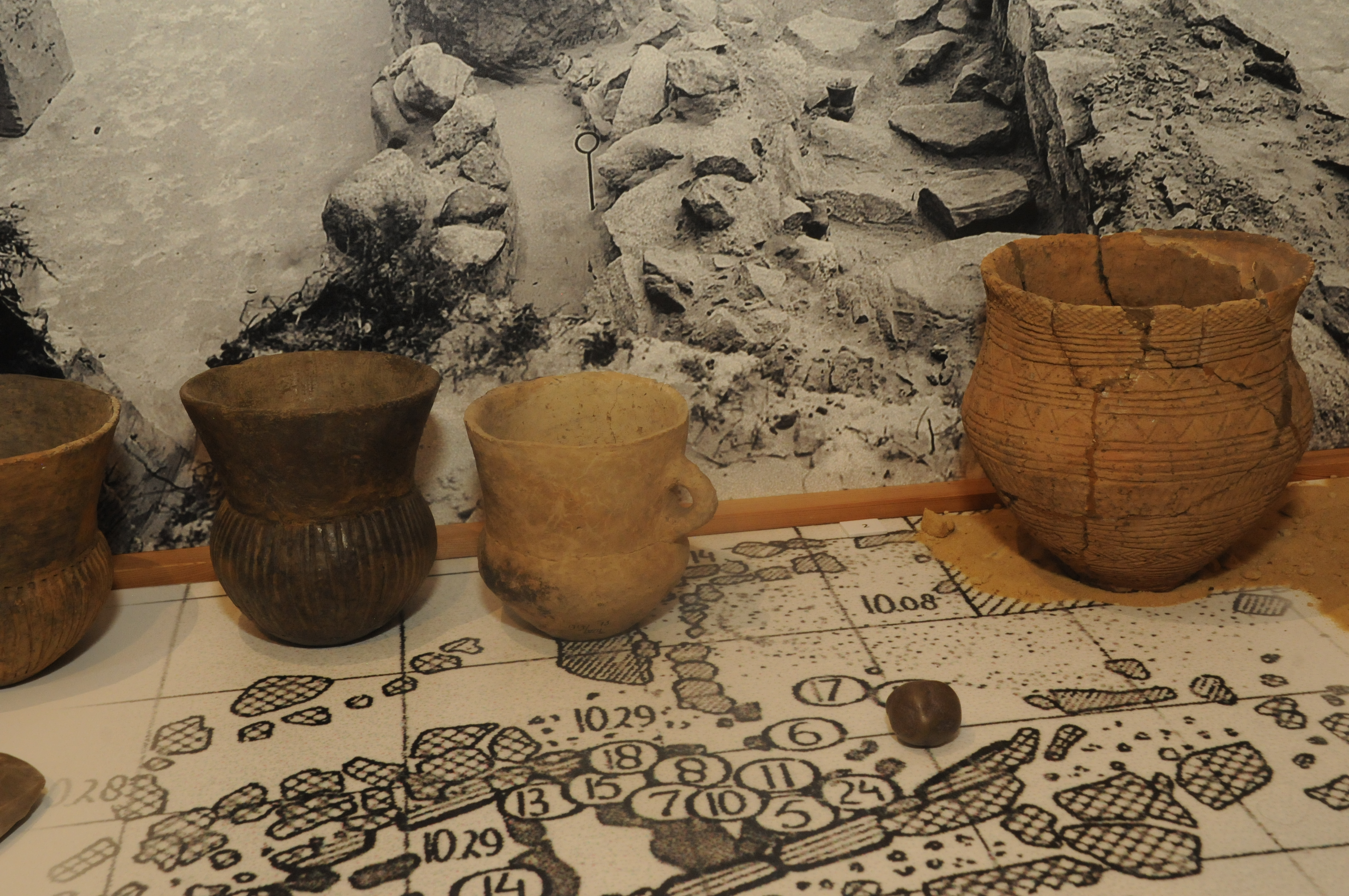
Archeologische vondsten hunebed D53
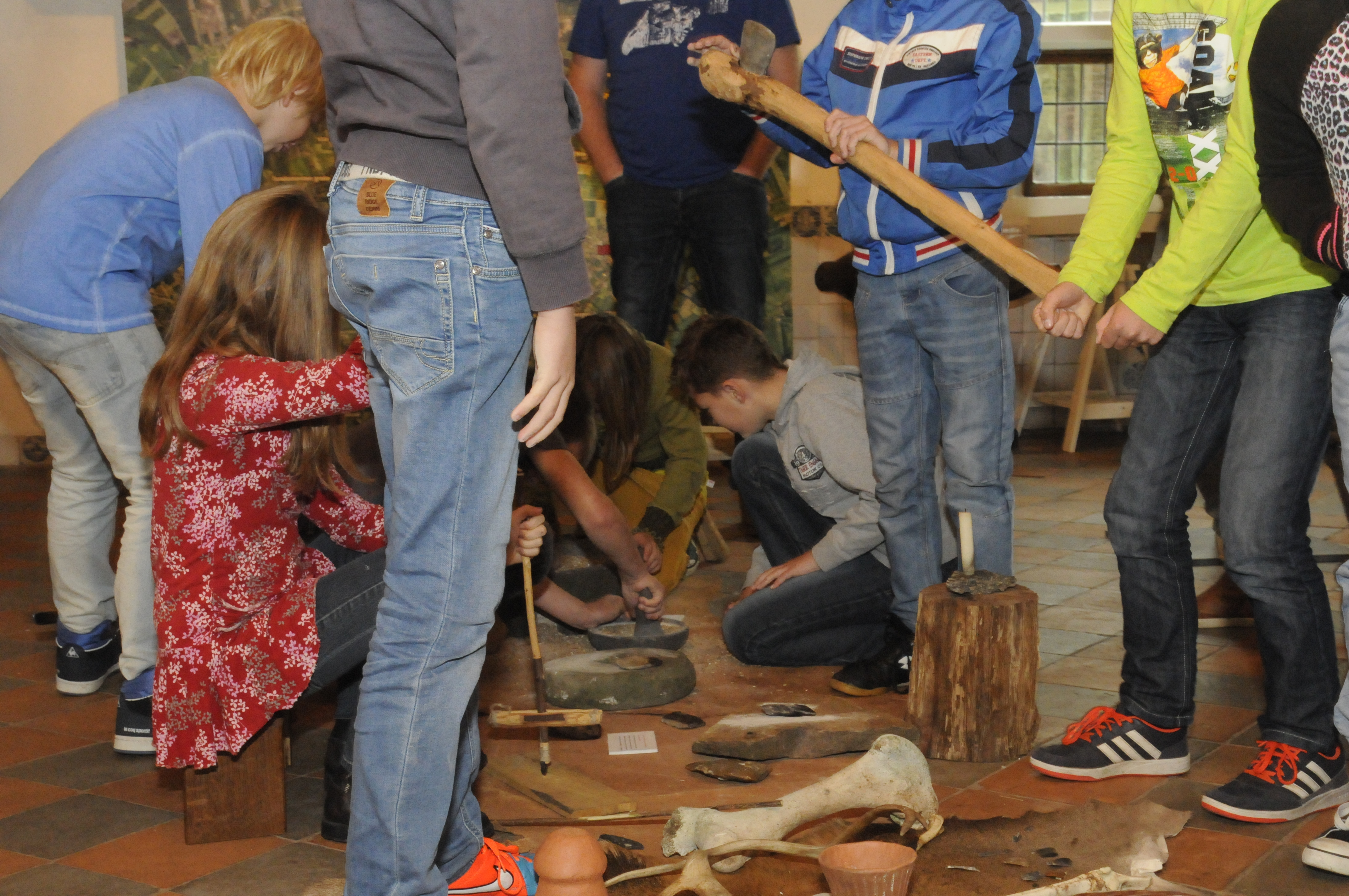
Kinderen mogen in het museum spullen beetpakken, ermee spelen
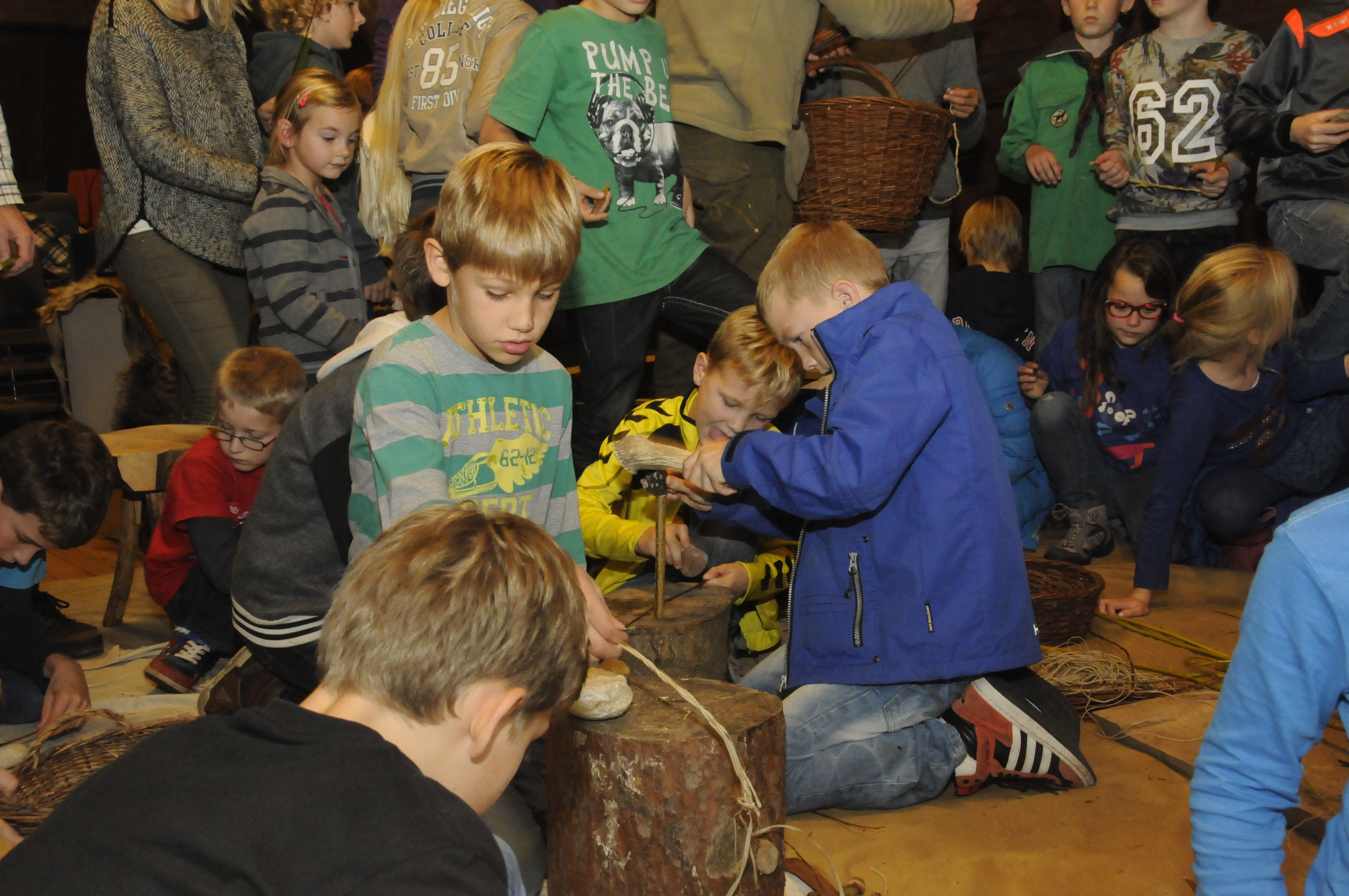
Kinderworkshop in het museum
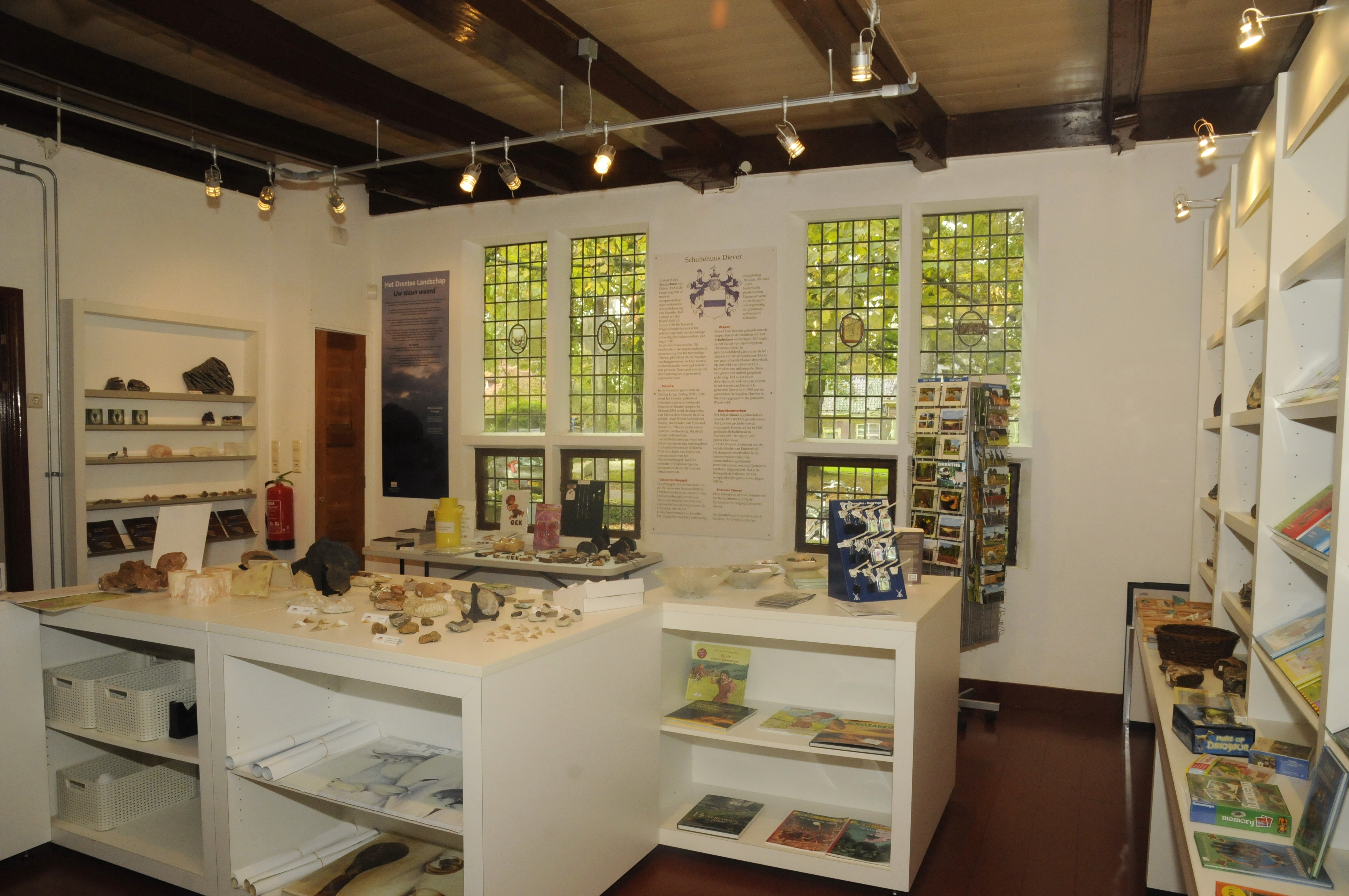
Museumwinkel